# Паволочский полк
Паволочский полк — военно-административная единица Войска Запорожского со столицей в Паволочи. Полк был основан в 1648 году.

## История
Паволочский полк был основан в июле 1648 года в период восстания Хмельницкого. После Зборовского мира 1649 года полк был упразднен, а его территория была передана Белоцерковскому полку.
После Белоцерковского мира 1651 года полк был восстановлен. Полк занял территорию Житомирского повета Киевского воеводства и частично земли Брацлавского воеводства Речи Посполитой. В 1666 году полк вошел в состав гетманата Петра Дорошенко и подвергся сильному разрешению в период польско-турецкой войны 1672—1676 годов. 17 марта 1674 года полк вышел из подчинения Дорошенко и признал гетманом Ивана Самойловича, который переселил казаков на Левобережье. Территория полка вошла в состав Речи Посполитой, а полк был официально ликвидирован. В 1685 году территории полка вошли в состав Фастовского полка, созданного Семёном Палием.

## Полковники
Реестр полковников Паволочского полка:
1. Куцевич, Иван (1648—1649)
2. Хмелецкий, Адам — наказной полковник в 1648.
3. Куцевич, Иван (1651—1652)
4. Хмелецкий, Степан — наказной полковник в 1651, полковник в 1652—1653.
5. Суличич, Михаил (1653—1654)
6. Богаченко, Михаил (1654—1655)
7. Суличич, Михаил (1655—1657)
8. Богун, Иван (1657—1660)
9. Попович, Иван (1660—1663)
10. Петровский, Василий (1663)
11. Богун, Иван (1663—1664)
12. Грицина, Ярош (1664—1670)
13. Кутенко, Степан (1670—1671)
14. Гамалия, Григорий Михайлович (1671—1673)
15. Дорошенко, Андрей Дорофеевич (1673—1674)
16. Гамалия, Яков Михайлович (1674)
17. Мигалевский, Константин (1674)
18. Низкогляд, Павел (1674)